# Max Factor, Sr.
Pour les articles homonymes, voir Max Factor.

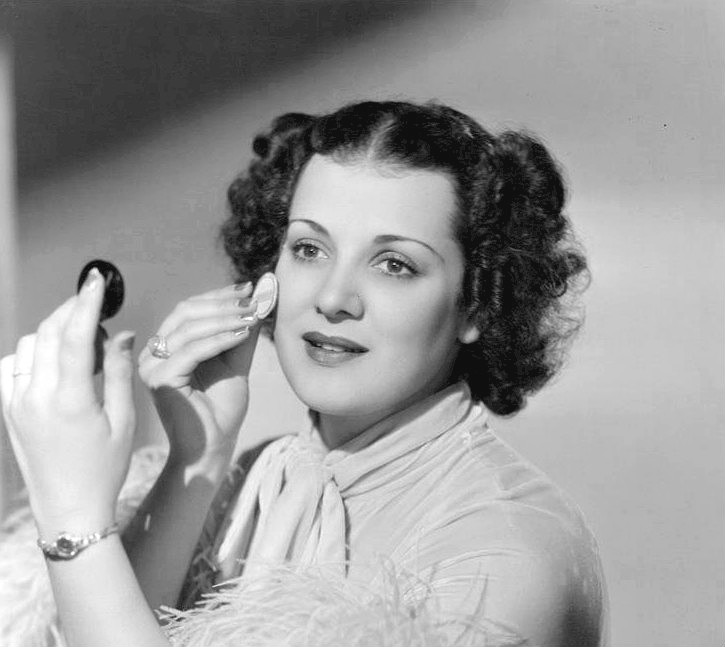
Publicité pour les cosmétiques Max Factor en 1937

Max Factor, Sr. (né Maksymilian Faktorowicz le 15 septembre 1877 à Zduńska Wola, en Pologne, mort le 30 août 1938) est un homme d'affaires américain d'origine juive polonaise, entrepreneur et inventeur. Fondateur de la marque Max Factor, il a contribué à développer l'industrie moderne des cosmétiques, et a inventé le terme « make-up ».
Il est aussi connu pour avoir été le maquilleur de plusieurs actrices de Hollywood, parmi lesquelles Jean Harlow, Clara Bow, Lucille Ball ou encore Joan Crawford.
« Dans les années 1950, toutes les grandes actrices et starlettes en herbe acceptaient d'être une Max Factor Girl ».
Il a reçu un Oscar spécial en 1928, et a son étoile sur le Hollywood Walk of Fame.

## Biographie
Maksymilian Faktorowicz est né à Zduńska Wola, près de Łódź, alors en territoire russe. À l'âge de 14 ans, il se rend à Moscou où il travaille en tant qu'assistant maquilleur au théâtre du Bolchoï. Il ouvre son propre magasin de poudres, crèmes et parfums. Pour échapper à l'antisémitisme de la Russie tsariste de l'époque, il émigre aux États-Unis en 1904, tout d'abord à Saint-Louis, puis à Los Angeles en 1909. Son quatrième fils, Max Factor Jr. naît sous le nom Frank Factor à Saint-Louis en 1904. Sa famille ne retournera jamais en Europe. Il ouvre un salon de cosmétiques sur Hollywood Boulevard.
En 1914 il propose le premier maquillage spécialement conçu pour le cinéma. En 1928 il développe les premiers cosmétiques prévus spécifiquement pour les films en noir et blanc. Il reçoit un Oscar du cinéma pour cette innovation. Il sort dans les années 1930 le premier fond de teint accessible au grand public.
En janvier 1938 il voyage en Europe, et lors de son séjour à Paris il est victime d'une tentative de chantage, et en est très affecté.
Max Factor Jr. reprend la direction de l'entreprise après la mort de son père le 30 août 1938, et la développe internationalement.